# Classe Skjold
Les corbetes de la classe Skjold (skjold vol dir “escut” en noruec) són una classe de sis grans llanxes ràpides llança-míssils, ràpides i amb capacitats furtives, en servei amb la Marina Reial de Noruega. Les embarcacions van ser classificades com a MTBs (“Motor Torpedo Boat”, o llanxes torpederes) però, des del 2009, la Marina Reial de Noruega les descriu com a corbetes (korvett) perquè la seva capacitat marinera (“seaworthiness”) és comparable a la de les corbetes, i també perquè no porten torpedes. Foren construïdes a les drassanes Umoe Mandal. Amb una velocitat màxima de 60 nusos (110 km/h), les corbetes de la classe Skjold foren les naus de combat més ràpides en serveu en el moment de la seva introducció.

## Desenvolupament i producció
Les naus de la classe Skjold començaren amb el desenvolupament del “Projecte SMP 6081” de la Marina Reial de Noruega, i la primera versió de preproducció fou encarregada el 30 d’agost de 1996. El primer vaixell de la seva classe, el P960, fou botat el 22 de setembre de 1998 i comissionat pel servei el 17 d’abril de 1999. El Llibre Blanc de Defensa del 2001, elaborat pel Parlament de Noruega, recomanà construir cinc embarcacions addicionals, i així fou acordat el 2002. Les sis unitats de la classe Skjold reemplaçaren les catorze patrulleres anteriors, de la classe Hauk.

## Disseny
Les Skjold són embarcacions d’efecte de superfície, construïdes amb materials mixtos de fibra de vidre/carboni. La seva flotabilitat es veu augmentada navegant pel compartiment amb de faldó inflat amb ventilador entre els dos bucs rígids de tipus catamarà. Això proveeix d’una solució alternativa al buc planador/buc en “V”: el coixí d’aire redueix l’impacte de les ones a altes velocitats, tot presentant un perfil de poca resistència sobre la línia de l’aigua.
Per assegurar les capacitats furtives, s'empraren cobertures anecoiques i materials absorbents de radar (RAM) sobre les estructures de càrrega de grans parts de la nau. Aquesta estratègia portà a un estalvi de pes significatiu, comparada amb la tècnica convencional d’aplicar revestiment RAM a les superfícies externes. El perfil de la nau té una aparença polièdrica, sense estructures en angle recte i poques orientacions de panells reflectants. Les portes i escotilles són nivellades amb les superfícies, i les finestres són també a nivell sense braçola, i són ensems equipades amb pantalles reflectores de radar. Els vaixells disposen de protecció addicional amb el sistema de sensors i esquers MASS, fabricat per Rheinmetall.

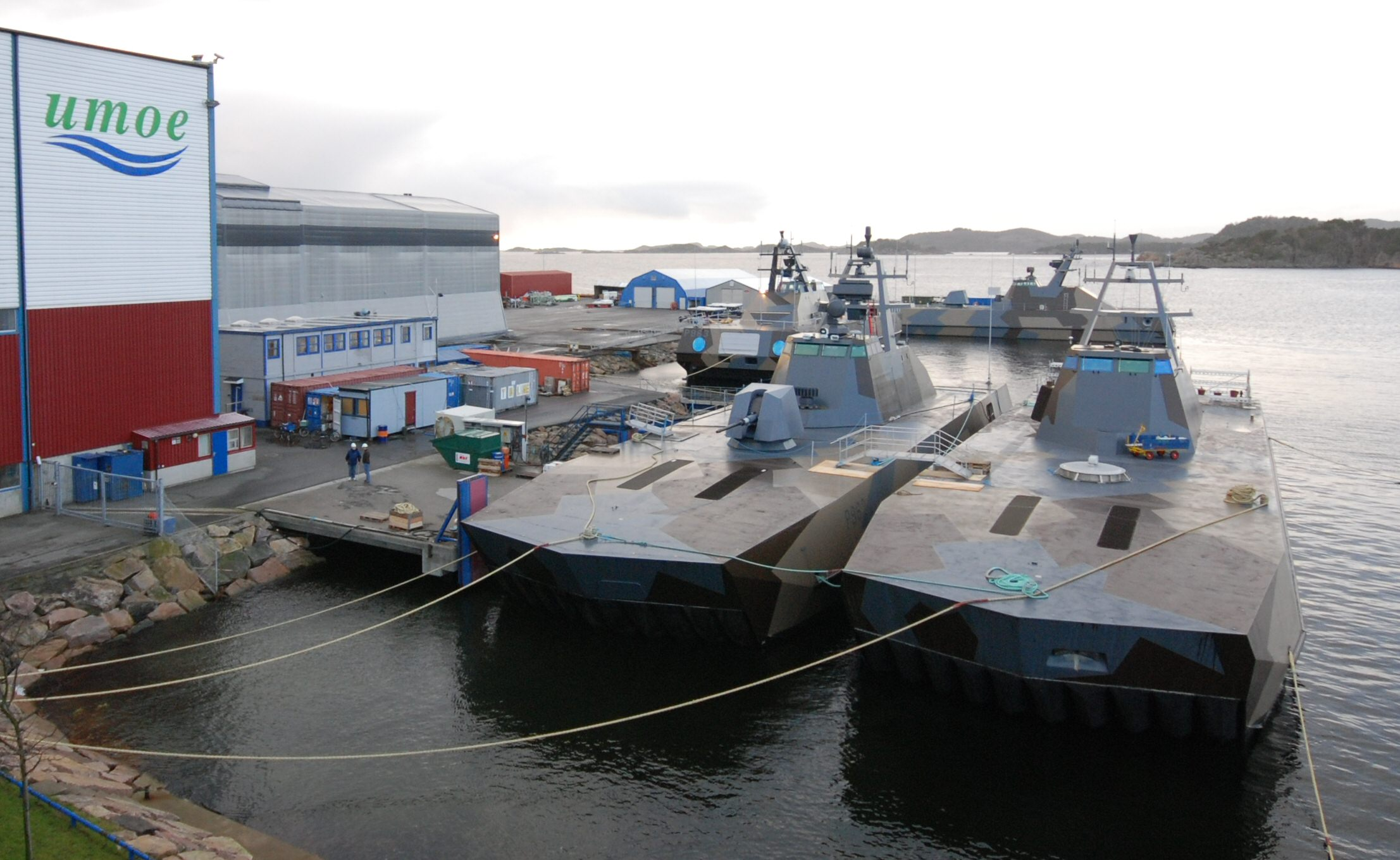
4 Skjold corbetes Skjold amarrades a les instal·lacions d'Umoe

El disseny final fou canviat, comparat amb l'Skjold prototip, el qual fou també reconstruït amb les noves especificacions. Més notablement, les naus empren quatre turbines de gas combinades, muntades en un disseny lleuger. Les turbines de gas més petites, de 2.000 kW, són emprades per la navegació a velocitat de creuer. Per la velocitat d’esprintada, una segona turbina més gran és combinada per una potència total de 6.000 kW, cap als sengles hidrojets dels eixos. La coberta de proa fou enfortida per acomodar l’addició d’una peça de 76 mm Otobreda de tir ràpid.
El material del buc fou produït amb un mètode diferent per millorar la resistència i minimitzar la vulnerabilitat al foc. Es feren alguns canvis al pont, incloent-hi una actualització a sis consoles de sistemes de control d’armes.

## US Navy
La U.S. Navy i la U.S. Coast Guard van expressar interés en el disseny i arrendaren el P960 pel període d'un any, des del 2001 fins al 2002. Durant aquest temps fou operat per una dotació noruega de 14 homes, a la Base Naval Amfíba de Little Creek.

## Naus[5]
| #    | Nom    | Inici construcció | Avarament          | Comissió en servei | Notes                               |
| P960 | Skjold | 4 d'agost 1997    | 22 setembre 1998   | 17 d'abril 1999    | El nom vol dir "Escut" en noruec    |
| P961 | Storm  | agost 2005        | 1 de novembre 2006 | 9 de setembre 2010 | El nom vol dir "Tempesta" en noruec |
| P962 | Skudd  | març 2006         | 30 d'abril 2007    | 28 octubre 2010    | El nom vol dir "Tret" en noruec     |
| P963 | Steil  | octubre 2006      | 15 de gener 2008   | 30 de juny 2011    | El nom vol dir "Rampant" en noruec  |
| P964 | Glimt  | maig 2007         |                    | Març 2012          | El nom vol dir "Flaix" en noruec    |
| P965 | Gnist  | desembre2007      |                    | Novembre 2012      | El nom vol dir "Llampec" en noruec  |